# Фрезия
Фрезия (Ecklon ex Klatt) е род от 14–16 видове цъфтящи растения от семейство Перуникови, произхождащи от Африка. От 14 вида, 12 са родом от провинция Кейп, Южна Африка, останалите два вида произхождат от тропическа Африка, а един е разпространен на север от екватора в Судан.
Този род растения носи името на немския ботаник и лекар Фредерик Фрезе (1795–1876).
Фрезиите са тревисти растения, които израстват от луковица широка 1–2.5 cm в диаметър и образуват туфа от прави, дълги и много тесни листа с дължина от 10 до 30 cm. Стъблото е дълго 10-40 cm, слабо разклонено с малко листа. Стъблото е крехко и на върха си образува ароматен цвят, формата на който наподобява фуния.
Видове
- Freesia alba
- Freesia andersoniae
- Freesia caryophyllacea
- Freesia corymbosa
- Freesia fergusoniae
- Freesia fucata
- Freesia grandiflora
- Freesia laxa (syn. Anomatheca laxa, Lapeirousia laxa)
- Freesia leichtlinii
- Freesia occidentalis
- Freesia refracta
- Freesia sparrmannii
- Freesia speciosa
- Freesia verrucosa
- Freesia viridis (syn. Anomatheca viridis)

Фрезиите са подходяща храна за ларвите на някои видове пеперуди (Lepidoptera) включително и на някои нощни пеперуди.

## Култивиране и употреба
Фрезиите са много популярни градински растения, отглеждани най-вече заради техните силно ароматни цветове. Видът, който най-често бива култивиран, е F. refracta, който през 19 век бива смесен с вида F. leichtlinii. Многобройни сортове са създадени от тези видове, като розовата и жълтата цветна форма на F. corymbosa. Модерните тетраплоидни сортове имат цветове, които варират от бяло до жълто, розово, червено и синьо-лилаво. Те са широко култивирани и лесно се размножават чрез семена. Поради специфичния им и приятен аромат, те често се използват в кремове за ръце, шампоани, свещи и т.н.
Отглеждането на фрезии в домашни условия изисква лека, пропусклива почва. Подходящи са добре разложен оборски тор или смес от торф и пясък. Фрезиите не понасят нито солена нито кисела почва. Киселинността на почвата се регулира чрез варуване (калциево торене), например с помощта на калцитна вар, доломитна вар, негасена вар, хидратна вар, воластонит, гранулирана вар или летлива пепел.

## Други
На фрезията е наречена улица в квартал „Илиянци“ в София (Карта).